# Reserva natural del Peñón de Gibraltar
La reserva natural del Peñón de Gibraltar (en inglés: Upper Rock Nature Reserve) es una reserva natural situada en la mitad superior de la montaña del peñón de Gibraltar (península ibérica) que cubre aproximadamente el 40 % de la superficie terrestre de Gibraltar. Fue declarada como tal en 1993.

## Flora y fauna

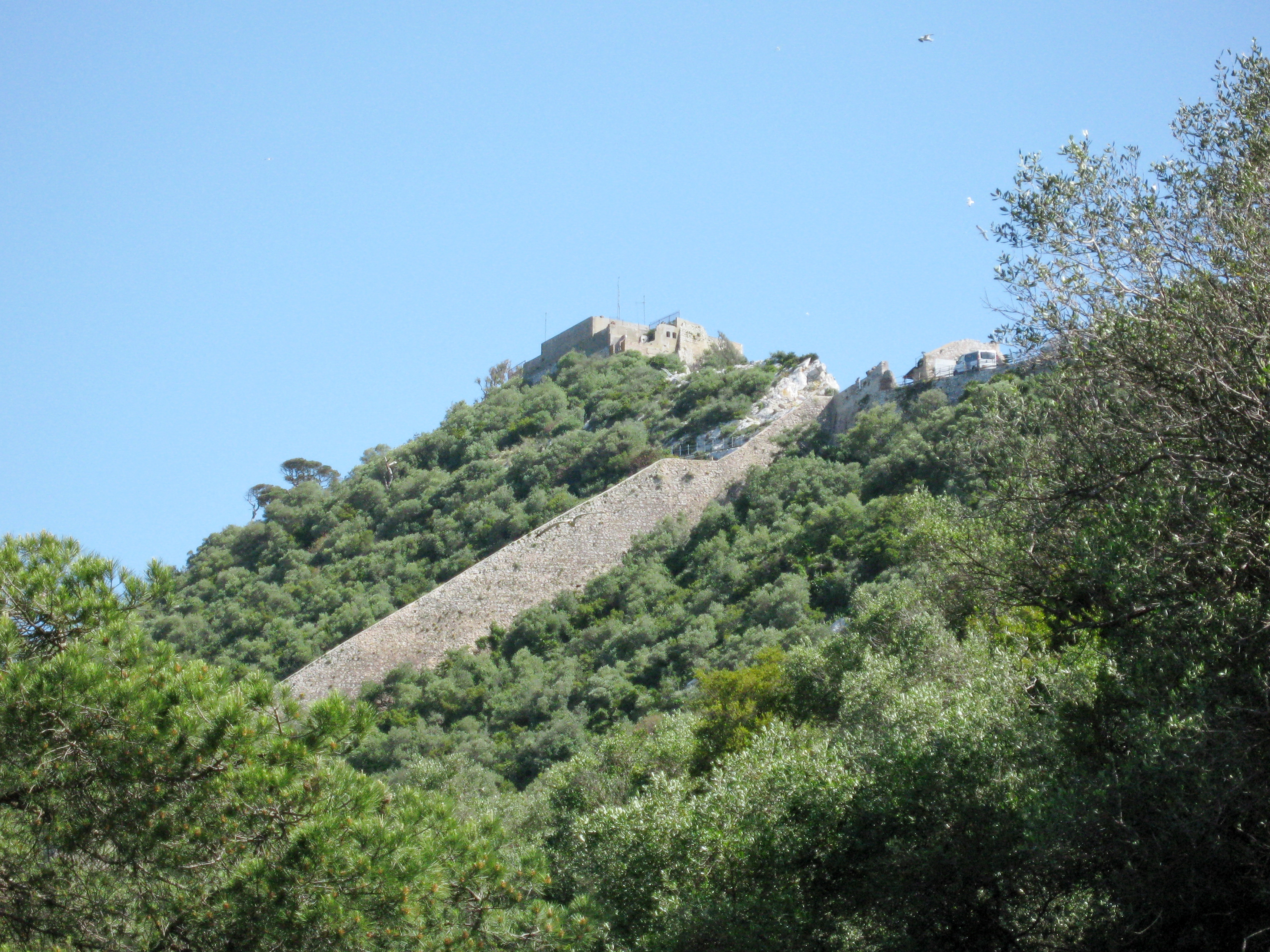
Vegetación mediterránea en la reserva.

La flora y la fauna de la reserva natural del Peñón son de interés para la conservación y están protegidos por la ley.
Dentro de una gama de animales los más destacables entre las especies de mamíferos son los macacos de Gibraltar, el zorro rojo, conejos y murciélagos europeos. Entre las aves, las perdices morunas. 
La flora de la reserva incluye el jazmín, la madreselva o lavanda, el tomillo y la endémica Iberis gibraltarica.

## Aves

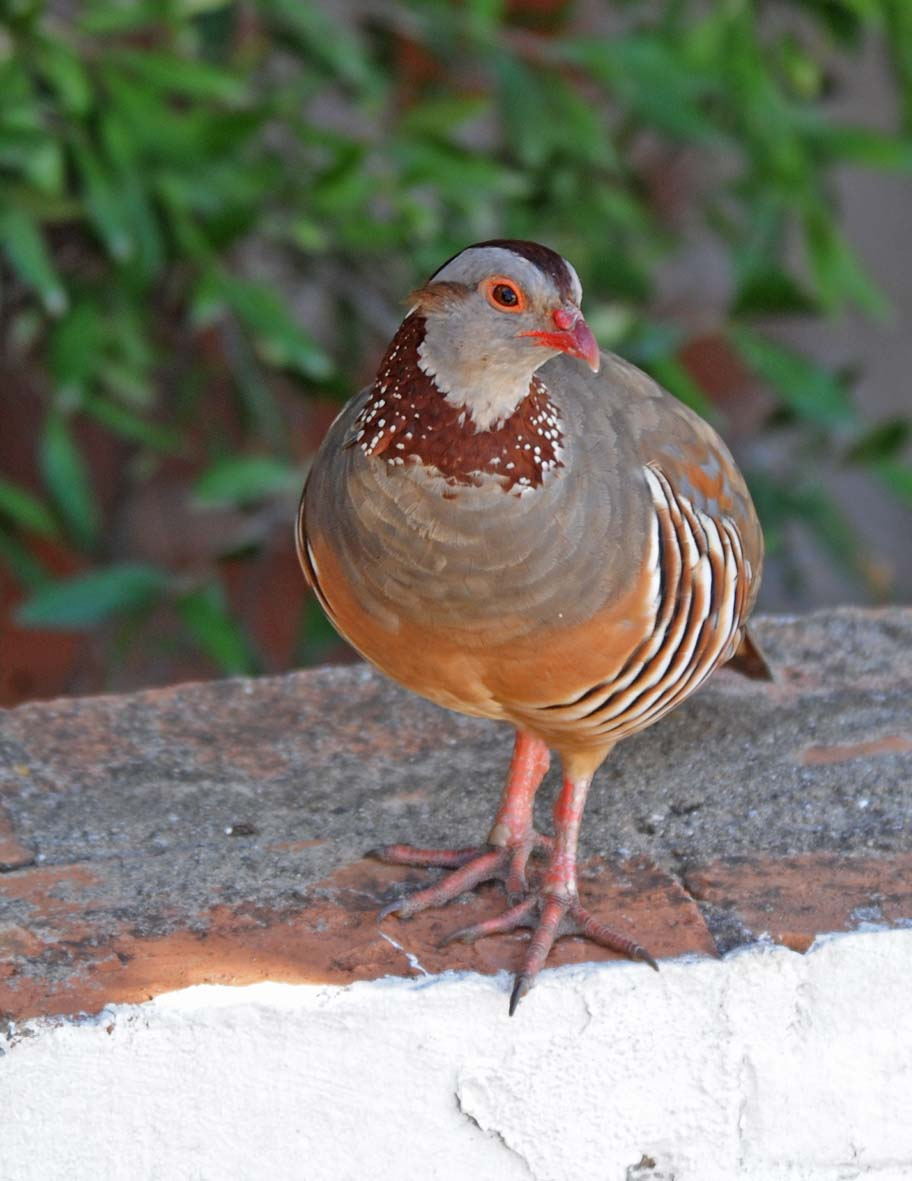
La perdiz de Berbería se reproduce en el Peñón de Gibraltar y en ningún otro lugar de Europa continental.

El peñón de Gibraltar, a la cabeza del Estrecho, es un promontorio elevado, que acoge aves migratorias durante los períodos de paso. La vegetación del Peñón, único en el sur de la península ibérica, proporciona un hogar temporal para muchas especies de aves migratorias que se detienen para descansar y alimentarse antes de continuar con la migración de su cruce sobre el mar y el desierto. En la primavera, vuelven a alimentarse antes de continuar su viaje a Europa Occidental, los viajes que puede llevarlos tan lejos como Groenlandia o Rusia. 
El Peñón ha sido identificado como un área importante para la conservación de las aves por BirdLife International,  ya que es un punto estratégico de rutas migratorias, donde se estima que 250 000 aves rapaces cruzan el Estrecho cada año, y son compatibles con las poblaciones de perdices y cernícalos.

## Datos del parque

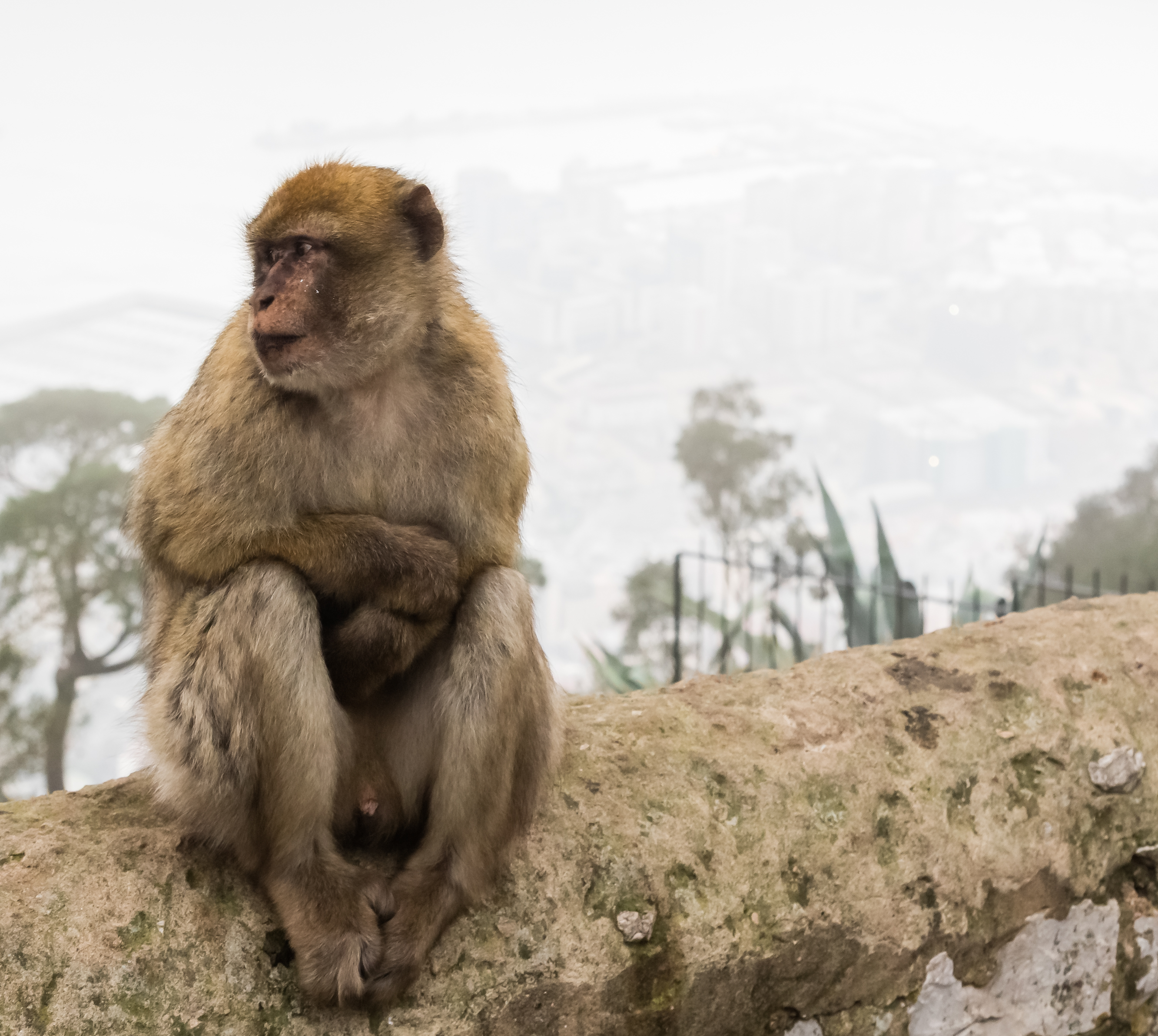
Macaco de Gibraltar salvaje en la reserva.

En esta misma reserva se halla el Jardín Botánico de Alameda, que posee una extensión de 6 hectáreas y alberga especies de Australia y Sudáfrica, así como autóctonas.
En el monumento de Jew’s Gate, se llamó así al encontrarse cerca del cementerio judío del siglo XVIII. Actualmente es la entrada a la reserva natural, con lo que cualquier vehículo debe pagar para poder acceder, aunque no hay estacionamiento.
El castillo árabe se construyó a principios del siglo XIV por Abu-Hassan. Actualmente solo se conserva de la antigua fortaleza que llegaba hasta Casemates Square, convirtiéndose así en uno de los pocos vestigios, junto los baños árabes del Museo de Gibraltar, de los siete siglos de dominación musulmana.
Otro elemento muy turístico de la reserva del Peñón es la cueva de San Miguel, que forma una amplia gama de cuevas que contienen gran variedad de estalagmitas y estalactitas.
En 2018 se inaugura una estructura turística de cristal en la batería de Mount Misery
Horarios
- Verano. Todos los días de 9.30 a 19.15
- Invierno. Todos los días de 9 a 18.15[4]